# Скрінд-Фресінет
Скрінд-Фресінет (рум. Scrind-Frăsinet) — село у повіті Клуж в Румунії. Входить до складу комуни Мергеу.
Село розташоване на відстані 357 км на північний захід від Бухареста, 53 км на захід від Клуж-Напоки.

## Населення
За даними перепису населення 2002 року у селі проживали 209 осіб, з них 208 осіб (99,5%) румунів. Рідною мовою 208 осіб (99,5%) назвали румунську.